# Divizia 16 Infanterie (1919-1920)
Divizia 16 Infanterie, cunoscută și ca Divizia 16 ardeleană sau ca Divizia 16 Infanterie ardeleană a fost o mare unitate de infanterie, de nivel tactic, din Armata României, care a participat la acțiunile militare postbelice, din perioada 1918-1920.:p. 311

## Compunerea de luptă
În perioada campaniei din 1919, divizia a avut următoarea compunere de luptă::p. 311
- Comandantul Diviziei 16 Infanterie Ardeleană: comandant General de brigadă Alexandru Hanzu
- Șef de stat major: Locotenent-colonel Artur Phleps
- Batalionul 16 Vânători
- Brigada 41 Infanterie - Comandant - colonel Constantin Dragu

- Regimentul 81 Infanterie  - comandant: colonel Carol Divizioli
- Regimentul 82 Infanterie  - comandant: locotenent-colonel Pompet Bersan

- Brigada 42 Infanterie - Comandant - colonel Savel Neagu

- Regimentul 83 Infanterie  - comandant: locotenent-colonel Henrich Brandsch
- Regimentul 84 Infanterie  - comandant: locotenent-colonel Adolf Reiner

## Participarea la operații

### Campania anului 1919
În cadrul acțiunilor militare postbelice,  Divizia 16 ardeleană a participat la acțiunile militare din cadrul Operației ofensivă la vest de Tisa. Aceasta va acționa în partea de nord a frontului între Divizia 7 Infanterie și Divizia 8 Infanterie.:p. 311:p. 311

## Comandanți
- General Alexandru Hanzu